# Bico-de-papagaio-de-maui
O bico-de-papagaio-de-maui, Pseudonestor xanthophrys é uma espécie de ave da família Fringillidae.
Apenas pode ser encontrada nos Estados Unidos da América.
Os seus habitats naturais são: regiões subtropicais ou tropicais húmidas de alta altitude.
Está ameaçada por perda de habitat.